# Lafarge
Lafarge (Euronext: LG) je francosko podjetje, ki je največji svetovni proizvajalec gradbenih materialov, in največji svetovni proizvajalec cementa.
Lafarge je največji proizvajalec gradbenih materialov na svetu in zaseda vodilne pozicije na področju cementa, agregatov in betonov ter mavčnih plošč. S 78.000 zaposlenimi v 78 državah je Lafarge v letu 2009 ustvaril prodajo v višini 15,8 milijard evrov.
V letu 2010 je bilo podjetje šesto leto zapored uvrščeno med 100 najbolj trajnostnih družb sveta. 
S priključitvijo Cementarne Trbovlje leta 2002 je Lafarge prisoten tudi v Sloveniji.

## Zgodovina
Lafarge je leta 1833 ustanovil Pavin de Joseph-Auguste Lafarge v Le Teilu (Ardèche), za pridobivanje apnenca v kamnolomu v Mont Saint-Victor med mesti Le Teil in Viviers. 
Leta 1864 Lafarge podpisal svojo prvo mednarodno pogodbo za dobavo 110.000 ton apna za gradnjo Sueškega prekopa . Podjetje je razvilo Kalcijev aluminatni cement. Prav tako je bilo podjetje pionir v proizvodnji belega portland cementa, ki ga še vedno pridobivajo v prvotni tovarni Le Teil.
Leta 1919 je bila ustanovljena javna družba, imenovana "Société anonyme des Chaux de et Ciments Lafarge et du Teil."
Leta 1980 je z združitvijo s skupino Coppée postala SA Lafarge Coppée.
Leta 2001 je Lafarge, takrat drugi največji svetovni proizvajalec cementa, prevzel Blue Circle Industries (BCI), takrat šestega največjega proizvajalca cementa na svetu, in postal vodilni na svetu v proizvodnji cementa.
Leta 2002 je Lafarge postal večinski lastnik podjetja Cementarna Trbovlje, manjšega izmed dveh proizvajalcev cementa v Sloveniji. Cementarna Trbovlje se preimenuje v Lafarge Cement Trbovlje. 
Leta 2006 je Lafarge Severna Amerika prevzela 100% nadzor nad družbo v Severni Ameriki, in odstranila delnice LNA iz borze v New Yorku. Pred tem je imela skupina v lasti 53% delnic LNA.
V letu 2007 so odprodali svojo divizijo streh zasebni finančni skupini, a obdržali 35% delež lastniškega kapitala.
V decembru 2007 je Lafarge napovedal nakup Orascom Cement Group, največjim proizvajalcem cementa na Bližnjem vzhodu.

## Preberite tudi
Glavni konkurenti družbe so:
- Holcim
- Cemex
- HeidelbergCement